# Revolución agrícola del islam medieval

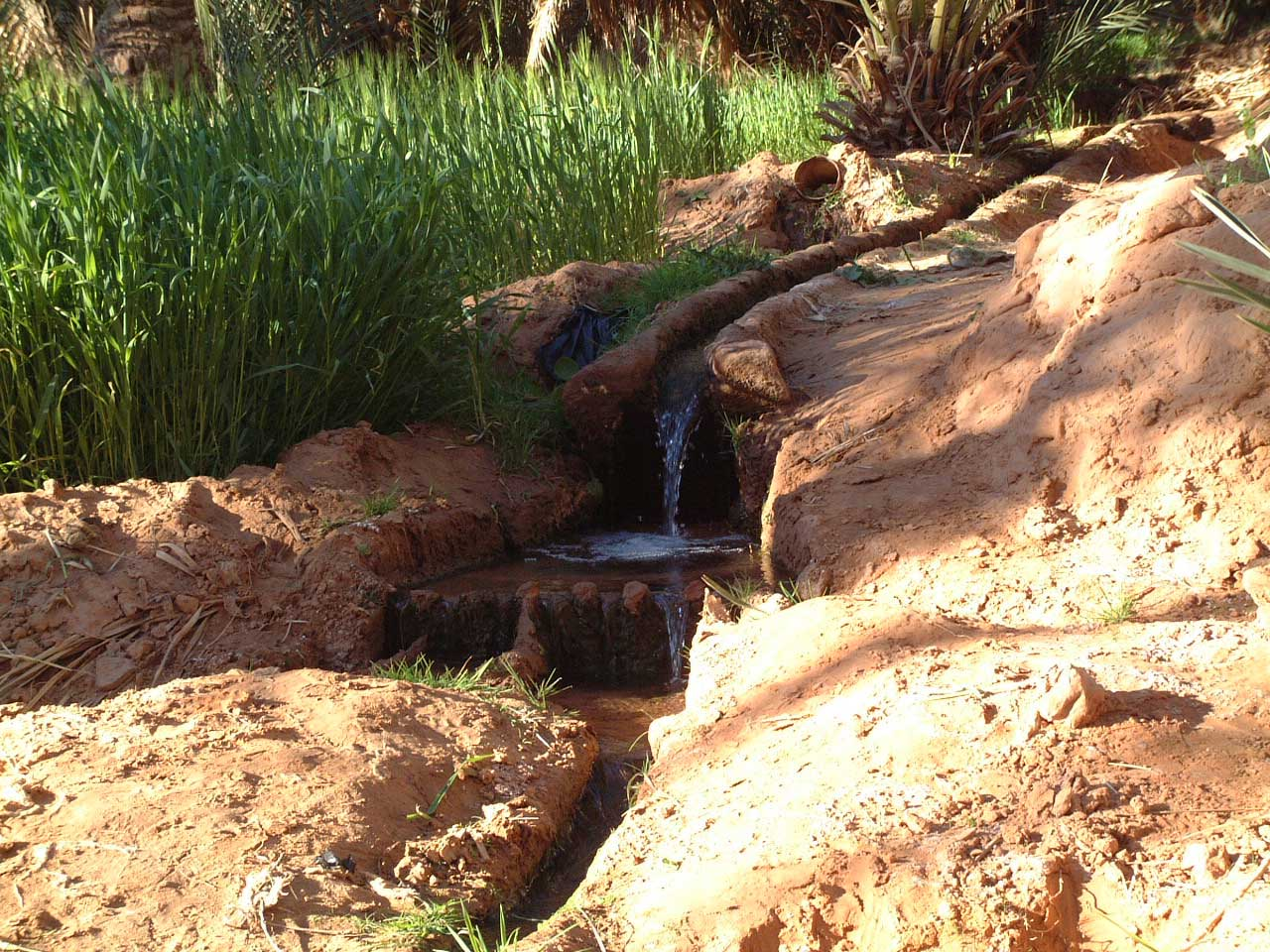
Foggara, acequia.

Se conoce como la revolución agrícola del islam medieval al conjunto de cambios que se produjeron en el periodo que va del siglo VIII al siglo XIII, que significaron una transformación sustancial en la agricultura. También es conocida como revolución agrícola  árabe, revolución verde de la Edad Media, revolución agrícola musulmana o revolución verde islámica.
El sistema económico que se fue configurando en el amplio espacio alcanzado por la expansión islámica en la Edad Media permitió la difusión de nuevos cultivos y técnicas agrícolas. Entre los productos los hubo de origen africano como el sorgo, chino como los cítricos y del subcontinente indio como el mango, el arroz, el algodón y la caña de azúcar. Algunos autores se han referido a este fenómeno como la "globalización de cultivos". Estas mejoras condujeron a cambios sustanciales en la economía, las cifras de población y su distribución, la cubierta vegetal, la producción y la renta agrícola, el crecimiento de las ciudades, la distribución de la fuerza de trabajo, las industrias vinculadas a la agricultura, la alimentación y el vestido en el mundo islámico.

## Era de los descubrimientos
Con el Imperio islámico, durante la Edad de Oro islámica, surgieron formas tempranas de globalización, cuando el conocimiento, el comercio y las economías de regiones y civilizaciones antes aisladas se integraron gracias al contacto con exploradores, navegantes, intelectuales, comerciantes y viajeros musulmanes o de otras religiones, pero del mismo contexto cultural (como los judíos radhanitas). Se ha llegado a denominar el periodo como pax islamica o era de los descubrimientos afroasiática, que estableció una primitiva economía-mundo extendida por la mayor parte de Asia y África y buena parte de Europa, con redes comerciales que se extendían desde el océano Atlántico y el mar Mediterráneo al oeste hasta el océano Índico y el Mar de la China Meridional al este. Tales redes permitieron el mantenimiento de los califatos ortodoxo, omeya, abasí y fatimí como las potencias económicas principales entre los siglos VIII y XIII. Las fuentes árabes medievales sobre los periplos oceánicos de exploradores andalusíes y del Magreb, que el consenso académico suele limitar a las costas atlánticas del noroeste de África, hasta el cabo Bojador, han sido interpretadas desde una perspectiva más marginal en el sentido de suponer que podrían haber cruzado el Atlántico, llegando a América en algún momento entre el siglo IX y el siglo XIV.

## Innovaciones agrícolas
Se practicaba una agricultura de mercado con técnicas de rotación de cultivos que permitían cuatro o más cosechas en periodos de dos años. Los cultivos de invierno eran seguidos por cultivos de verano, y en algunos casos se introducían cultivos intermedios entre ellos. En áreas con cultivos de estación de crecimiento más corta, como la espinaca, la tierra podía proporcionar tres o más cosechas anuales. En parte de Yemen, el trigo proporcionaba dos cosechas anuales; y lo mismo ocurría en Irak con el arroz. Se desarrolló una agricultura científica basada en tres elementos principales: sistemas sofisticados de rotación de cultivo, técnicas de irrigación altamente desarrolladas y la introducción de una gran variedad de cultivos que se estudiaban y catalogaban según la estación, tipo de suelo y cantidad de agua que requerían. Se escribieron numerosas enciclopedias botánicas y agrícolas, altamente detalladas y precisas.

### Sistemas agrícolas avanzados
Desde el siglo IX, un sistema agrícola moderno , en esencia se fue configurando en el corazón de la vida económica y de la organización social de los califatos árabes, reemplazando a los anteriores modelos tardorromano, visigótico, bizantino o persa. Las ciudades del Próximo Oriente, África del Norte y Al-Ándalus se desarrollaron sobre la base de un entorno rural en el que los sistemas agrícolas incluían la irrigación basada en el conocimiento de los principios hidráulicos e hidrostáticos ya presentes en época romana. En siglos posteriores Persia comenzó a funcionar como un conducto transmisor de elementos culturales de Oriente hacia Occidente, incluyendo técnicas agrícolas avanzadas. Esta "revolución agrícola" se basó en cuatro áreas clave:
- Desarrollo de un sistema sofisticado de irrigación con máquinas como la noria, el molino hidráulico, el molino de viento, la presa hidráulica, etc. Con estas técnicas se expandió en gran medida la tierra explotable. Las técnicas de gestión del agua reunidas de diferentes orígenes fueron objeto de estandarización y difundidas al resto del mundo (véase la sección #Complejo tecnológico de gestión del agua).[13]
- La adopción de un concepto científico de la agricultura posibilitó el impulso de las técnicas agrícolas derivadas de la recolección de información relevante procedente de todo el mundo conocido en la época.[12] Manuales agrícolas escritos en cada parte del mundo islámico detallaban dónde, cuándo y cómo sembrar y producir diferentes cultivos. Técnicas científicas avanzadas permitieron a personalidades como Ibn al-Baitar introducir nuevos cultivos y ganados en áreas donde antes eran desconocidos.
- Los conceptos socioeconómicos ligados a la propiedad de la tierra y los derechos de los campesinos, combinaban el reconocimiento de la propiedad privada con la asignación a los cultivadores directos de una parte de la cosecha proporcional a su aportación, pero la multiplicidad de condiciones sociales y jurídicas era tal (hombres libres musulmanes de muy diversa condición y relación con la tierra -desde los arrendatarios a los aparceros y los asalariados-, tributarios de diferentes religiones, esclavos, etc.) no permite considerar como opuesta la situación del campesinado del mundo islámico al del cristiano; que por la misma época, en Europa Occidental se encontraba en diferentes grados de inclusión en el modo de producción feudal, cuya principal desventaja de cara al desarrollo económico (tal como se describía desde el materialismo histórico clásico) era que impedía la inversión productiva al extraer el excedente hacia los estamentos privilegiados. Los distintos y cambiantes regímenes del mundo islámico (y que en algún caso se han podido comparar con los sistemas tributarios propios del denominado modo de producción asiático) no tuvieron efectos muy diferentes en muchos casos, aunque en la época dorada del Islam medieval permitieron la canalización de los excedentes agrícolas hacia los florecientes mercados urbanos, las redes comerciales a escala local y regional y su integración en el comercio a larga distancia.[14]
- La introducción de nuevos cultivos transformó la agricultura de subsistencia en una nueva actividad económica global destinada a la exportación,[1] incluyendo a Europa, donde la agricultura se restringía en mayor medida al trigo. A través de España se introdujeron muchos procesos agrícolas y nuevos productos, que más tarde los españoles llevarían al Nuevo Mundo (caña de azúcar, arroz, cítricos, albaricoques, algodón, melocotón, berenjena, azafrán, etc. Otros antes conocidos se expandieron (limón, almendra, higo). Los cultivos ligados a la industria textil de la seda (introducida desde Extremo Oriente), el lino y el esparto (propia de zonas áridas) se expandieron.

## Críticas al concepto

### Sobre los cultivos
Un reciente estudio de Michael Decker (2009) desafía el concepto de "revolución" como aplicable a la agricultura islámica medieval. Aceptando la importante contribución de las prácticas agrícolas del mundo islámico a la agricultura mundial, argumenta no obstante que "la introducción islámica de técnicas agronómicas y materiales no fue tan amplia, consistente ni profundamente aplicada como el término revolución verde propone." Entre los dieciocho cultivos que Watson propone como introducidos durante el periodo islámico, Decker demuestra que tal cosa no puede sostenerse para los cuatro más importantes, como son el trigo duro, el arroz, el sorgo y el algodón. Aporta pruebas documentales, escritas y arqueológicas, que demuestran cómo esos cultivos eran ampliamente cultivados y consumidos en los imperios romano y sasánida, donde habían constituido una parte integral de la dieta popular antes de la invasión árabe. El arroz y el algodón desempeñaron un papel tan importante en la vida económica del imperio sasánida como lo hicieron en el califato abasí. La producción de algodón, que ya tenía importancia económica en el Egipto romano y en Persia, se mantuvo poco desarrollado en el Egipto musulmán, quedando restringido a la Persia musulmana.

### Sobre las técnicas de irrigación
Según Decker, los sistemas de irrigación de la Mesopotamia abasí parece que se limitaron a la renovación y expansión de sistemas preexistentes, de época sasánida; y lo mismo puede decirse de los de al-Ándalus con relación a los de la Hispania romana.
Decker señala que las recientes investigaciones sobre el avanzado estado de la tecnología hidráulica greco-romana "refutan importantes partes de la tesis de Watson", principalmente las de Örjan Wikander, John Peter Olseon y M. J. T. Lewis. Estos muestran que las principales técnicas de elevación de agua, de crítica importancia para la irrigación de terrenos a mayor altura, y con ello para la expansión agrícola, ya se aplicaban extensamente siglos y hasta milenios antes de la era islámica por los agricultores de la Antigüedad. Estas técnicas incluyen la cuerda y el cubo, la polea, el cerd (el sistema de cuerda y cubo, impulsado por tracción animal), y el shaduf, todos ellos ya conocidos con anterioridad a la época helenística.
La segunda oleada de innovaciones fue impulsada por los ingenieros griegos que introdujeron el resto de dispositivos preindustriales de elevación de agua; en particular los que investigaron el movimiento de la rueda y la acción de bombeo. Los inventos griegos incluyen la rueda hidráulica con cuerpo compartimentado y llanta, el tornillo de Arquímedes, la cadena de cubos o de cántaros, la bomba de cadena, la sakia, las bombas de fuerza (force pump) y la noria.
Los molinos de agua de la antigüedad tardía proporcionaron el modelo que los conquistadores árabes utilizaron en su uso extensivo de rueda hidráulica vertical, tanto la que se mueve por el impulso de la corriente sobre su parte inferior (undershot wheel), como sobre su parte superior (overshot wheel), o intermedia (breastshot wheel), así como molinos de turbina hidráulica. Los ingenieros árabes tomaron de sus predecesores griegos y romanos el concepto de conversión del movimiento rotatorio en movimiento recíproco mediante el uso de martillo pilón y mecanismos de manivelas y bielas como la serrería de Hierápolis. Decker concluye que las técnicas islámicas no constituyeron una ruptura fundamental con el pasado, sino que significaron una evolución de las greco-romanas y persas que los agricultores musulmanes heredaron:
E. Ashtor argumenta que, contrariamente a lo sostenido por la tesis de Watson, la producción agrícola disminuyó en ciertas áreas bajo dominio islámico en la Edad Media, incluyendo zonas de Mesopotamia y Egipto, basándose en registros de impuestos que se recaudaban por superficie cultivada.